# Camp (serie de televisión)
Camp es una serie australiana transmitida el 10 de julio del 2013 hasta el 11 de septiembre del 2013 por medio de la cadena NBC. En octubre del 2013 se anunció que la serie había sido cancelada después de finalizar la primera temporada.
La serie fue creada por Liz Heldens & Peter Elkoff y contó con la participación invitada de los actores Kat Stewart, Zoe Carides, Jodi Gordon, Jack Thompson, Lani John Tupu, Guy Edmonds, Richard Huggett, Vanessa Gray, entre otros...

## Historia
La serie se centró en el campamento de verano "Camp Little Otter" y en las aventuras del grupo de campistas y monitores que asisten a él.

## Personajes
| Actor             | Personaje                | Trabajo                                  | Nº de episodios | Duración |
| ----------------- | ------------------------ | ---------------------------------------- | --------------- | -------- |
| Rachel Griffiths  | Mackenzie "Mack" Granger | Directora del Campamento "Little Otter"  | 10              | 2013     |
| Dena Kaplan       | Sarah Brennan            | Monitora del Campamento                  | 10              | 2013     |
| Tim Pocock        | Robbie Matthews          | Monitor & Responsable de las Actividades | 10              | 2013     |
| Thom Green        | Kip Wampler              | Monitor en prácticas del Campamento      | 10              | 2013     |
| Charles Grounds   | Buzz Granger             | Monitor en prácticas del Campamento      | 10              | 2013     |
| Nikolai Nikolaeff | David "Cole" Coleman     | Encargado del Mantenimiento              | 10              | 2013     |
| Charlotte Nicdao  | Grace                    | Campista                                 | 10              | 2013     |
| Rodger Corser     | Roger Shepard            | Director del Campamento "Ridgefield"     | 10              | 2013     |
| Lily Sullivan     | Marina Barker            | Monitora en prácticas del Campamento     | 10              | 2013     |

### Personajes Recurrentes
| Actor               | Personaje      | Trabajo                 | Nº de episodios | Duración |
| ------------------- | -------------- | ----------------------- | --------------- | -------- |
| Adam Garcia         | Todd           | Empleado del Campamento | 10              | 2013     |
| Christopher Kirby   | Raffi          | Empleado del Campamento | 10              | 2013     |
| Genevieve Hegney    | Sheila         | Empleada del Campamento | 10              | 2013     |
| Jordan Rodrigues    | Greg           | Campista                | 10              | 2013     |
| Natasha Bassett     | Chloe          | Campista                | 9               | 2013     |
| William Oakley      | Fyodor         | Campista                | 8               | 2013     |
| Carmel Rose         | Zoe            | Campista                | 8               | 2013     |
| Nathaniel Middleton | Jay            | -                       | 5               | 2013     |
| Juan Pablo Di Pace  | Miguel Santos  | Novelista               | 5               | 2013     |
| Kellie Jones        | Crystal Barker | -                       | 3               | 2013     |
| Paul Gleeson        | Larry Wampler  | -                       | 3               | 2013     |
| Jonathan LaPaglia   | Steve          | -                       | 2               | 2013     |
| Isabel Durant       | Deanna         | Campista                | 2               | 2013     |
| Jodi Gordon         | Ekaterina      | -                       | 2               | 2013     |
| Liam Hall           | Ryan           | -                       | 2               | 2013     |
| Jade Albany         | Alex           | -                       | 2               | 2013     |

## Producción
La serie fue creada por Liz Heldens y Peter Elkoff, contó con la participación en la producció de Jessica Goldberg, Joe Lawson y Brett Popplewell y con el apoyo de los productores ejecutivos Eugene Stein, Gail Berman, Lloyd Braun, Peter Elkoff y Liz Heldens. 
Fue filmada en Tweed Valley, New South Wales, Australia.